# 이현 (1983년)
이현(李賢, 1983년 11월 8일~)은 대한민국의 남자 가수이다.

## 학력
- 순천고등학교(졸업)
- 전남대학교 정치외교학과(중퇴)

## 음반
- 솔로 앨범 《30분 전》
- 싱글 앨범 《밥만 잘 먹더라》
- 솔로 EP 《내꺼중에 최고》
- 디지털 싱글 앨범 《다며》
- 이현 정규 1집 《The Healing Echo》
- 싱글 앨범 《촌스러워서》
- 싱글 앨범 《예쁜사람》 (With 박보람)
- 조선생존기 OST 앨범 Part. 1 《Someday》

## 출연 작품

### 라디오
- 2024년 11월 25일 ~ 현재 MBC FM4U 친한친구  (진행)

### 뮤지컬
- 2012년 파리의 연인 - 윤수혁 역
- 2013년 프라미스 - 이선생 역
- 2016년 로맨틱 머슬 - 강준수 역
- 2023년 《드림하이》 - 강오혁 역 (2023.5.13 ~ 2023.7.23 광림아트센터 BBCH홀)

### 예능
- 2010년 TRENDY 이수근의 게릴라 키친
- 2011년 MBC 세바퀴
- 2011년 MBC 세바퀴
- 2012년 KBS2 뮤직뱅크
- 2012년 MBC 쇼! 음악중심
- 2012년 SBS 도전 1000곡
- 2012년 SBS 인기가요
- 2012년 KBS 뮤직뱅크
- 2012년 MBC 쇼! 음악중심
- 2012년 SBS 인기가요
- 2012년 KBS 뮤직뱅크
- 2012년 MBC 쇼! 음악중심
- 2012년 SBS 스타 애정촌
- 2012년 KBS2 뮤직뱅크
- 2012년 MBC 쇼! 음악중심
- 2012년 SBS 인기가요
- 2012년 MBC 쇼! 음악중심
- 2012년 KBS 뮤직뱅크
- 2012년 SBS 인기가요
- 2012년 Mnet 윤도현의 MUST
- 2012년 Mnet 윤도현의 MUST
- 2012년 Mnet 윤도현의 MUST
- 2012년 Mnet 엠카운트다운
- 2012년 KBS 불후의 명곡
- 2012년 KBS 불후의 명곡
- 2012년 KBS 불후의 명곡
- 2012년 KBS 불후의 명곡
- 2012년 KBS 불후의 명곡
- 2012년 KBS 불후의 명곡
- 2015년 KBS 불후의 명곡
- 2015년 MBC 미스터리 음악쇼 복면가왕 - 상감마마 납시오~! <참가자 - 우승>
- 2015년 KBS 불후의 명곡
- 2016년 KBS 대국민 토크쇼 안녕하세요
- 2018년~2019년 MBC 미스터리 음악쇼 복면가왕 - 제90·91·92·93대 가왕 - 안녕? 난 건이라고 해~, 독수리 건! <재도전>